# Neil Breen
Neil Breen (23 listopada 1958 na Wschodnim Wybrzeżu) – amerykański reżyser filmów niezależnych, scenarzysta, aktor i producent; stawiany, obok Eda Wooda oraz Tommy’ego Wiseau, w gronie najgorszych filmowców w dziejach kina, których twórczość osiągnęła kultowy status.

## Życiorys
Neil Breen urodził się 23 listopada 1958 roku. Początkowo pracował jako agent nieruchomości oraz architekt w Las Vegas, aby w wieku 47 lat poświęcić się tworzeniu kina niezależnego. Do tej pory nakręcił sześć pełnometrażowych filmów, które osiągnęły znaczną popularność wśród wielbicieli kina klasy B. 
Filmy Breena charakteryzują się elementami kina artystycznego oraz wątkami związanymi z mesjanizmem i duchowością New Age.

## Filmografia
- 2005: Double Down
- 2009: I Am Here.... Now
- 2012: Fateful Findings
- 2016: Pass Thru
- 2018: Twisted Pair
- 2020: Neil Breen's 5 Film Retrospective
- 2023: Cade: The Tortured Crossing